# Machteld Siegmann
Machteld Siegmann (Krimpen aan den IJssel, 1972) is een Nederlandse romanschrijver.

## Loopbaan
Na haar studie Cultuurgeschiedenis aan de Universiteit van Utrecht en werkzaam te zijn geweest als redacteur bij diverse uitgeverijen, debuteerde Siegmann in 2019 met de roman De kaalvreter bij uitgeverij Ambo❘Anthos. Deze werd voor diverse literaire prijzen genomineerd en bekroond, waaronder De Bronzen Uil 2020 voor het beste Nederlandstalige debuut van het voorgaande jaar. In 2022 kwam haar tweede roman uit, Wachter op de morgen.

### Thematisch
Siegmann schrijft over het menselijk tekort, hoe daden in het verleden het heden kunnen bepalen en het (on)vermogen de vergissingen en fouten te herstellen. Ze gebruikt in haar werk regelmatig verwijzingen naar Bijbelverhalen en Bijbelse taal.

## Persoonlijk
Siegmann is getrouwd, heeft drie kinderen en woont in Amstelveen.